# Gmina Mount Vernon (hrabstwo Cerro Gordo)

Położenie Gminy Mount Vernon w hrabstwie Cerro Gordo

Gmina Mount Vernon (ang. Mount Vernon Township) – gmina w USA, w stanie Iowa, w hrabstwie Cerro Gordo. Według danych z 2000 roku gmina miała 351 mieszkańców, a jej powierzchnia wynosi 94,1 km².